# Мариупольско-волновахская операция
Мариупольско-волновахская операция — военная операция Русской армии генерала Врангеля в сентябре 1920 года, целью которой было занять часть Донецкой губернии как продовольственную и промышленную базу, и выйти в область Всевеликого Войска Донского.

## История
4 сентября 1920 года части, защищающие подступы к Донбассу, покинули один из последних пунктов обороны на подступах к Донбассу - село Гуляйполе, который заняла 2-я Донская дивизия, в панике пехота красноармейцев с обозами отступила в Волноваху.
11 сентября Врангель издал директиву, в которой приказывал генералу Кутепову разбить волновахскую группу красных войск, адмиралу Николя было приказано разбить Азовскую красную флотилию, запереть 15 сентября мариупольский порт, и совместно с сухопутными частями занять Мариуполь. В этот же день гвардейская бригада 1-й Донской казачьей дивизии атаковали у Стародубовки матросскую дивизию, после нескольких атак матросы отступили, часть из них была порублена, 600 попало в плен. 2-я Донская дивизия наступала северней, собираясь проникнуть в Донецкую губернию в районе Великоновоселовки и для охвата Волновахи с севера, при продвижение дивизия не встречала серьёзного сопротивления - красные спешно отходили на линию Волноваха - Мариуполь.
13 сентября 1-я Донская дивизия заняла район Стародубовки - Покровского, 3-я Донская дивизия заняла район сел Богословское — Зачатьевское.
14 сентября 1-я Донская дивизия выступила для овладением Мариуполем, 3-я Донская дивизия выступила на станцию Волноваха, 2-я дивизия выступила в район станции Великоанадоль.  В течение 14 сентября 1-я Донская дивизия сосредоточивалась в станице Никольской с целью атаковать Мариуполь 15 сентября с северо-запада и с севера, 3-я Донская дивизия заняла с боем район станции Платоновка — Волноваха, конница 3-й Донской дивизии вела бой у Апостольского, 2-я Донская дивизия разбила на рассвете у станции Велико-Анадоль отряд красной пехоты до 4000 штыков и отбросила его на восток, захватив несколько сот пленных и отрезав два бронепоезда красных. При преследовании 2-я донская дивизия сбила красных у Новотроицкого и продолжала гнать противника на северо-восток.
15 сентября 1-я Донская дивизия с боем овладела Мариуполем, 3-я Донская дивизия, получившая задачу содействовать 1-й дивизии наступлением на Мариуполь с севера и северо-востока, вела бой с прорывавшимися из Мариуполя красными, вышла на линию Павлополь — станция Асланово и преследовала красных на восток до станицы Новониколаевской, 2-я Донская дивизия сосредоточилась в районе Новотроицкое — Ольгинское.
На рассвете 16 сентября бригада конницы противника (7-й кавалерийской дивизии) атаковала в Ольгинском части 2-й Донской дивизии, но была отбита. 2-я Донская дивизия преследовала противника на Александровку. 4-й Назаровский полк под командой генерала Рубашкина совершил налёт на станции Караванное и Мандрыкино и к вечеру 16 сентября занял станцию Юзово, где взорвал склады огнестрельных припасов и разрушил железнодорожные сооружения. 16 сентября 1-я Донская дивизия была оттянута в резерв командира корпуса в район Великоновоселовки части 3-й дивизии оставались в Мариуполе для охраны города и порта.
За мариупольско-волновахскую операцию донцы взяли до 5000 пленных, 9 орудий, 1 бронепоезд и много пулеметов.
17 сентября противник вновь перешёл в наступление на Новотроицкое — Ольгинское. Части Донского корпуса стягивались в район Волновахи, с целью окончательной ликвидации красных, группировавшихся севернее Волновахи. По сведениям разведки, противник силой до 5000 пехоты и свыше 1000 конницы занимал район Новотроицкого — Ольгинского.
18 сентября, после упорного боя, 1-я и 2-я Донские дивизии сбили противника и заняли линию Александровское — Новотроицкая, 2-я Донская дивизия была направлена на преследование противника, но под ожесточенным огнём бронепоезда вынуждена была остановиться.
С рассветом 19 сентября части Донского корпуса продолжали наступление. 1-я Донская дивизия, совместно с 3-й Донской дивизией, направившей конницу в тыл красным в Еленовку, опрокинула противника на фронте Александровское — Новотроицкое — Ольгинское. Противник бежал к Марьевке, преследуемый частями 1-й дивизии. Второй отряд боевых судов, под командой контр-адмирала Беренса, пройдя с тралением семь линий минных заграждений, вошёл в Мариупольский порт.
20 сентября 1-я и 2-я Донские дивизии были повернуты из района Волновахи на Пологи — Орехов, где противник теснил слабые разведывательные части Донского корпуса. Красная конница успела продвинуться до района Розовка — Царевоконстантиновка. Части 3-й Донской дивизии продолжали оставаться в мариупольско-волновахском районе.
21 сентября второй боевой отряд судов оставил Мариупольский порт, вывезя всё ценное имущество. Части 3-й Донской дивизии стали оттягиваться на запад.
- 42-я стрелковая дивизия